# Georg Ladenmacher
Georg Ladenmacher, auch Jörg Ladenmacher, († 1562) war ein deutscher Kirchenlieddichter sowie Angehöriger und Märtyrer der Täuferbewegung.

## Leben
Mit seinem Freund Wilhelm von Keppel wurde er 1562 in Köln gefangen genommen. Im Gefängnis verfassten sie das Kirchenlied Zu singen will ich heben an, das 45 Strophen umfasst, sich an Martin Luthers Ein neues Lied wir heben an orientiert und später bei den Täufern Verbreitung fand. Von Keppel wurde freigelassen, Ladenmacher hingegen im Rhein ertränkt. Wahrscheinlich ist er auch mit einer Person namens Jörg Friese gleichzusetzen.